# Gratynian i Felin
Gratynian i Felin (II-III wiek) – święci katoliccy, męczennicy.
O życiu świętych niewiele da się powiedzieć na podstawie wiarygodnych źródeł. Według Passio ochrzczeni zostali przez bp Florencjusza w Perugii, a później padli ofiarą prześladowań chrześcijan jakie prowadził cesarz Decjusz. Relikwie świętych umieszczono w opactwie w Aronie. Miejscem kultu męczenników jest tamtejszy kościół pod ich wezwaniem.
Wspomnienie męczenników obchodzone jest 1 czerwca.